# ゲオルギー・ラズモフスキー
ゲオルギー・ペトローヴィチ・ラズモフスキー（ロシア語: Георгий Петрович Разумовский、ラテン文字転写の例：Georgii Petrovich Razumovskii、1936年1月19日 - ）は、ソビエト連邦の政治家。ミハイル・ゴルバチョフ時代にソ連共産党政治局員候補、書記。クラスノダール出身。

## 経歴・概要
1958年クバン農業大学を卒業後、農学者として働く。1959年コムソモール地区委員会第一書記。1961年から共産党活動に入り、党地区委員会第一書記。1971年から1973年にかけて、ソ連共産党中央委員会組織・党活動部の次長、課長。1973年から1981年までクラスノダール地方ソビエト執行委員会議長。1981年ソ連閣僚会議事務部長。1983年クラスノダール地方党第一書記。1985年から1988年までソ連共産党中央委組織・党活動部長。この間、1986年党中央委員。1986年3月6日から1990年7月13日まで、ソ連共産党中央委書記となり、同時に1990年まで党中央委党建設・人事政策部長。1988年党中央委員会に新設された党建設・人事（人的資源）委員会議長。1988年2月19日から1990年7月13日まで政治局員候補を務めた。
1990年7月党規約が改正され政治局に各連邦構成共和国の党第一書記が就任したこともあり、政治局から離れ、1992年まで上海総領事を務めた。
1973年から1989年まで、ソ連最高会議第8期から11期までの代議員をクラスノダール地方から選出され務めた。1989年に人民代議員大会が新設されると、ソ連人民代議員に選出されている。
私生活では、オリガ夫人との間に一男ワジム・ゲオルギエヴィチがいる。